# Joachim Wienstroer
Joachim Wienstroer (* 30. Oktober 1943; † 15. August 2019 in Riedstadt, Hessen) war ein deutscher Ruderer.

## Biografie
Wienstroer gewann beim Deutschen Meisterschaftsrudern 1966 die Bronzemedaille mit dem Achter. Mit dem Vierer mit Steuermann wurde er 1967 sowie 1969 Deutscher Vizemeister.
Bei den Europameisterschaften 1969 gehörte er zur Crew des Deutschland-Achters, welcher die Bronzemedaille gewann.